# Cómpeta
Cómpeta est une commune de la province de Malaga, dans la communauté autonome d'Andalousie, en Espagne.

## Géographie
Cómpeta est située sur le versant méridional de la Sierra d'Almijara, à 650 m d'altitude et à environ 27 km de Nerja.

## Patrimoine
La structure de la ville est d'inspiration musulmane, avec des maisons blanchies à la chaux, et de petites ruelles ornées de fleurs.
Sur la place du village se trouve l'église de l'Assomption, qui fut construite à la fin du XVe siècle.

## Population
| 1991  | 1996  | 2001  | 2004  | 2005  | 2007  | 2008  | 2011  |
| ----- | ----- | ----- | ----- | ----- | ----- | ----- | ----- |
| 2 468 | 2 684 | 2 969 | 3 364 | 3 418 | 3 712 | 3 794 | 3 832 |

## Économie
La culture principale est le raisin qui devient l'un des meilleurs et plus renommés vins de Malaga.

## Fêtes
- 3 mai : le Jour de Croix.
- 22 et 25 juillet : fêtes patronales pour la Saint-Sébastien.
- 15 août : Nuit du Vin.
- 7 et 8 septembre : le jour de la Vierge.

## Communes voisines
| Archez    | Canillas De Albaida |            |
|           | Cómpeta             |            |
| Sayalonga | Torrox              | Frigiliana |